# Lisa's Date with Density
"Lisa's Date with Density" er den syvende episode af The Simpsons' ottende sæson, og blev vist første gang på den amerikanske tv-station Fox den 15. december 1996. Lisa forelsker sig i bøllen Nelson Muntz, og Homer forsøger at svindle sig til penge ved hjælp af telemarketing.